# Henry Hazlitt
Henry Hazlitt (28 de noviembre de 1894-9 de julio de 1993) fue un filósofo libertario y educador económico estadounidense, y periodista del The Wall Street Journal, The New York Times, Newsweek y The American Mercury, entre otras publicaciones. Se le reconoce a Hazlitt el haber llevado la Escuela Austriaca de Economía a las audiencias de habla inglesa.
Hazlitt escribió más de 20 libros a lo largo de su vida, siendo el más conocido Economics in One Lesson ("La economía en una lección"). También destacan The Foundations of Morality, su obra fundamental sobre ética, y Los errores de la nueva economía, una detallada crítica capítulo por capítulo de la Teoría General de John Maynard Keynes. Hazlitt fue el vicepresidente fundador de la Foundation for Economic Education.

## Trayectoria como editor y autor
A principios de la década de 1920, fue editor financiero de The New York Evening Mail, y durante este período, Hazlitt informó que su comprensión de la economía se había refinado aún más con frecuentes discusiones con el exprofesor de economía de Harvard Benjamin Anderson, quien trabajaba para el Chase National Bank en Manhattan Más tarde, cuando el editor W. W. Norton le sugirió que escribiera una biografía oficial de su autor Bertrand Russell
 pero el proyecto finalizó después de casi dos años de trabajo cuando Russell declaró su intención de escribir su propia autobiografía.
Durante las décadas de entreguerras, un período vibrante en la historia de la literatura estadounidense, Hazlitt se desempeñó como editor literario de The New York Sun (1925–1929) y como editor literario de la revista The Nation (1930–1933). En relación con su trabajo para The Nation, Hazlitt también editó A Practical Program for America (1932), una recopilación de consideraciones políticas sobre la Gran Depresión, pero formaba parte de una minoría al pedir una menor intervención gubernamental en la economía. Después de una serie de debates públicos con el socialista Louis Fischer, Hazlitt y The Nation se separaron.
En 1933, Hazlitt publicó The Anatomy of Criticism, donde examina la naturaleza de la crítica y apreciación literarias, considerada por algunos como una refutación temprana de la deconstrucción literaria. En el mismo año, se convirtió en el sucesor elegido de H.L Mencken como editor de la revista literaria, The American Mercury, que Mencken había fundado con George Jean Nathan.  Debido a las crecientes diferencias con el editor, Alfred A. Knopf, Sr., se desempeñó en ese cargo solo por un breve tiempo, pero Mencken escribió que Hazlitt era el "único crítico competente de las artes que he escuchado que era al mismo tiempo, un economista competente, tanto de formación práctica como teórica, "agrega que" es uno de los pocos economistas en la historia de la humanidad que realmente podría escribir".
De 1934 a 1946, Hazlitt fue el principal redactor editorial de finanzas y economía para The New York Times, y escribió una columna semanal firmada y la mayoría de las editoriales sin firmar sobre economía. Después de la Segunda Guerra Mundial, entró en conflicto con Arthur Hays Sulzberger, editor de The New York Times, por el sistema recientemente establecido de Bretton Woods que creó el Banco Mundial y el Fondo Monetario Internacional. Hazlitt se opuso al acuerdo de Bretton Woods, principalmente por temor al riesgo de inflación. Después de aceptar no escribir sobre el tema, buscó otro lugar para su trabajo, decidiéndose por la revista Newsweek, para la que escribió una columna firmada, "Business Tides", de 1946 a 1966.
Según Hazlitt, la mayor influencia en su escritura sobre economía fue el trabajo de Ludwig von Mises, y se le atribuye la introducción de las ideas de la Escuela de Economía de Austria al lego de habla inglesa. En 1938, por ejemplo, revisó la recientemente publicada traducción al inglés del influyente tratado sobre el socialismo de Mises para The New York Times'. Después de la emigración del economista judío en 1940, a EE. UU. desde una Europa dominada por los nazis, Hazlitt hizo arreglos para que Mises contribuyera con editoriales a The New York Times, y ayudó a obtener para Mises un puesto de profesor en la Universidad de Nueva York. [cita requerida]Junto con los esfuerzos de sus amigos, Max Eastman y John Chamberlain, Hazlitt también ayudó a introducir Camino de servidumbre de F. A. Hayek al público lector estadounidense. Su revisión de 1944 en The New York Times hizo que el Reader's Digest, donde Eastman sirvió como editor itinerante, publicara uno de sus resúmenes.
A diferencia de muchos otros escritores de su generación de la derecha política, Hazlitt nunca experimentó un período en el que fuera socialista o comunist[cita requerida]a, o un cambio significativo en sus visiones políticas liberales clásicas. Fue el vicepresidente fundador de la Fundación para la Educación Económica, que también adquirió su gran biblioteca personal en los años ochenta. Establecida por Leonard Read en 1946, la FEE se considera el primer "think tank" para promover las ideas de libre mercado. También fue uno de los miembros originales de la liberal clásica Mont Pelerin Society en 1947.
Con John Chamberlain (y Suzanne La Follette como editora ejecutiva), Hazlitt se desempeñó como editor de la primera publicación sobre el libre mercado The Freeman desde 1950 hasta 1952, y como editor en jefe único desde 1952 hasta 1953, y durante su permanencia allí incluyó a Hayek, Mises y Wilhelm Röpke, así como a los escritores James Burnham, John Dos Passos, Max Eastman, John T. Flynn, Frank Meyer, Raymond Moley, Morrie Ryskind y George Sokolsky. Antes de convertirse en editor, The Freeman había apoyado al senador Joseph McCarthy en su conflicto con el presidente Harry Truman sobre el tema del comunismo, "de forma indiscriminada" según algunos críticos, pero al convertirse en editor, Hazlitt cambió la política de la revista por una de apoyo al presidente Truman.
Se considera que Freeman es un importante precursor de la conservadora National Review, fundada por William F. Buckley, Jr., que desde el principio incluyó a muchos de los mismos editores contribuyentes. [18] El mismo Hazlitt estuvo en la cabecera de National Review, ya sea como editor colaborador o, más tarde, como colaborador, desde su inicio en 1955 hasta su muerte en 1993. Entre las revistas existían diferencias: el Freeman bajo Hazlitt era más secular y presentaba una visión más amplia. rango de opinión de la política exterior que la revisión nacional posterior.Ayn Rand era amiga de Hazlitt y su esposa, Frances, y Hazlitt presentó a Rand a Mises, reuniendo a las dos figuras que se asociarían más con la defensa del puro laissez-faire. Los dos se convirtieron en admiradores de Hazlitt y el uno del otro.
Hazlitt se hizo famoso tanto por sus artículos como por los frecuentes debates con destacados políticos en la radio, entre ellos: el vicepresidente Henry A. Wallace,[cita requerida] el secretario de Estado Dean Acheson y los senadores estadounidenses Paul Douglas y Hubert H. Humphrey, el futuro vicepresidente. A principios de la década de 1950, también aparecía ocasionalmente en el programa de eventos actuales Longines Chronoscope de CBS Television, entrevistando a figuras como el senador Joseph McCarthy y el congresista Franklin D. Roosevelt, Jr., junto con el coeditor William Bradford Huie. Por invitación del filósofo Sidney Hook, también fue miembro del Comité Americano para la Libertad Cultural en la década de 1950.
Cuando finalmente dejó Newsweek en 1966, la revista reemplazó a Hazlitt con tres profesores universitarios: el monetarista de libre mercado Milton Friedman de la Universidad de Chicago, Henry Wallich de Yale y el keynesiano Paul A. Samuelson del MIT." Su último artículo académico publicado apareció en el primer volumen de The Review of Austrian Economics (ahora, The Quarterly Journal of Austrian Economics) en 1987.

## Economía y filosofía
"Los tiempos piden coraje. Los tiempos piden trabajo duro. Pero si las demandas son altas, es porque las apuestas son aún mayores. Son nada menos que el futuro de la libertad, lo que significa el futuro de la civilización."
La economía en una lección (1946)  se considera un clásico en círculos conservadores, de libre mercado y libertarios. Ayn Rand lo calificó de "magnífico trabajo de exposición teórica", mientras que el congresista Ron Paul lo sitúa junto a los trabajos de Frédéric Bastiat y F. A. Hayek. Tanto Hayek como Milton Friedman, elogiaron el libro. En su libro Economía básica , Thomas Sowell también felicita a Hazlitt, y el trabajo de Sowell ha sido citado como "siguiendo" en la "tradición Bastiat-Hazlitt" de la exposición económica. En 1996, Laissez Faire Books emitió una edición del 50 aniversario con una introducción del editor y candidato presidencial Steve Forbes.
Otro de sus trabajos es The Failure of the New Economics (1959), una crítica de la muy influyente Teoría General del Empleo, Interés y Dinero de John Maynard Keynes, sobre la cual parafrasea una cita atribuida a Samuel Johnson, que fue "incapaz de encontrar en ella una sola doctrina que sea a la vez verdadera y original. Lo que es original en el libro no es verdad; y lo que es verdad no es original". Hazlitt también publicó tres libros sobre el tema de la inflación, incluyendo De Bretton Woods a la Inflación Mundial (1984), y dos obras influyentes sobre la pobreza, Man vs. The Welfare State (1969), y The Conquest of Poverty (1973), que algunos pensaron que habían anticipado el trabajo posterior de Charles Murray en Losing Ground.
Su trabajo principal en filosofía es The Foundations of Morality (1964), un tratado sobre ética que defiende el utilitarismo,[cita requerida] que se basa en las obras de David Hume y John Stuart Mill. El trabajo de Hazlitt de 1922, The Way to Will-Power se ha descrito como una defensa del libre albedrío o "iniciativa individual contra las afirmaciones deterministas del psicoanálisis freudiano". En contraste con muchos otros pensadores de la derecha política, era agnóstico con respecto a las creencias religiosas.
En A New Constitution Now (1942), publicado durante el tercer mandato sin precedentes de Franklin D. Roosevelt como Presidente de los Estados Unidos, Hazlitt pidió que se sustituyera el mandato presidencial de plazo fijo existente en los Estados Unidos por un sistema más anglo-europeo de Gobierno de "gabinete", según el cual un jefe de Estado que había perdido la confianza de la cámara legislativa o el gabinete podría ser destituido de su cargo después de un voto de no confianza en tan solo 30 días. (Poco después de la muerte de FDR, se promulgaron los límites del mandato presidencial). Su novela de 1951, The Great Idea (reeditada en 1966 como Time Will Run Back) describe a los gobernantes de una distopía socialista de planificación centralizada descubriendo, en medio del caos económico resultante, la necesidad de restablecer el sistema de precios del mercado, la propiedad privada de bienes de capital y los mercados competitivos.[cita requerida]

## Honores
Honoris causa de la Universidad Francisco Marroquín de Guatemala, 1976, además de nombrar a uno de sus Centros de Estudio con su nombre, el Centro Henry Hazlitt.
De 1997 a 2002 existió una organización llamada Fundación Henry Hazlitt, que promovía el trabajo libertario en Internet en idioma inglés. La organización se nombró en honor de Hazlitt ya que él fue conocido por introducir las ideas liberales a grandes audiencias. Cabe destacar que la fundación fue creada después de la muerte de Hazlitt y nunca tuvo conexión oficial con él.

### Artículos
- Ebeling, Richard M. (noviembre de 2004). «Henry Hazlitt and the Failure of Keynesian Economics». The Freeman: Ideas on Liberty (en inglés) (Nueva York: Foundation for Economic Education) 54 (9): 15-19. Archivado desde el original el 19 de mayo de 2012. Consultado el 20 de mayo de 2012.
- Greaves, Bettina Bien (noviembre de 2004). «Remembering Henry Hazlitt». The Freeman: Ideas On Liberty (en inglés) (Nueva York: Foundation for Economic Education) 54 (9): 8-9. Archivado desde el original el 16 de mayo de 2012. Consultado el 20 de mayo de 2012.
- Hazlitt, Henry (mayo de 1945). «Implications of State Guarantee of Employment». Proceedings of the Academy of Political Science (en inglés) (Nueva York: The Academy of Political Science) 21 (3): 114-119. doi:10.2307/1173069.
- Hazlitt, Henry (mayo de 1946). «Wages and Prices». Proceedings of the Academy of Political Science (en inglés) (Nueva York: The Academy of Political Science) 22 (1): 21-29. doi:10.2307/1172915.
- Hazlitt, Henry (NOVEMBER/DECEMBER 1975). «The Evils of Planning». Challenge (en inglés) (Armonk: M.E. Sharpe, Inc.) 18 (5): 67-68. doi:10.2307/40719360.
- Hazlitt, Henry (noviembre de 2004). «All Poorer After the War». The Freeman: Ideas On Liberty (en inglés) (Nueva York: Foundation for Economic Education) 54 (9): 12-14. Consultado el 20 de mayo de 2012.
- Hazlitt, Henry (noviembre de 2004). «The Mont Pelerin Society». The Freeman: Ideas On Liberty (en inglés) (Nueva York: Foundation for Economic Education) 54 (9): 37-38. Archivado desde el original el 11 de mayo de 2012. Consultado el 20 de mayo de 2012.
- Rockwell, Llewellyn H., Jr. (mayo de 1995). «Henry Hazlitt: Journalist of the Century». The Freeman: Ideas On Liberty (en inglés) (Nueva York: Foundation for Economic Education) 45 (5): 276-281. Archivado desde el original el 22 de mayo de 2012. Consultado el 20 de mayo de 2012.

### Libros

#### Traducidos
- Hazlitt, Henry (1961). Los errores de la nueva ciencia económica: un análisis de las falacias keynesianas. Madrid: Aguilar.
- Hazlitt, Henry (2011). La economía en una lección. Laissez faire!. Prólogo de Juan Ramón Rallo (7a edición). Madrid: Unión Editorial. ISBN 978-84-7209-551-9.

#### En inglés
- Thinking as a Science, 1916
- The Way to Will-Power, 1922
- A Practical Program for America, 1932
- The Anatomy of Criticism, 1933
- Instead of Dictatorship, 1933
- A New Constitution Now, 1942
- Freedom in America: The Freeman (with Virgil Jordan), 1945
- The Full Employment Bill: An Analysis, 1945
- Economics in One Lesson, 1946
- Will Dollars Save the World?, 1947
- Forum: Do Current Events Indicate Greater Government Regulation, Nationalization, or Socialization?, Proceedings from a Conference Sponsored by The Economic and Business Foundation, 1948
- The Illusions of Point Four, 1950
- The Great Idea, 1951 (titled Time Will Run Back in Great Britain, revised and rereleased with this title in 1966.)
- The Free Man's Library, 1956
- The Failure of the 'New Economics': An Analysis of the Keynesian Fallacies, 1959
- The Critics of Keynesian Economics (ed.), 1960
- What You Should Know About Inflation, 1960
- The Foundations of Morality, 1964
- Man vs. The Welfare State, 1969
- The Conquest of Poverty, 1973
- To Stop Inflation, Return to Gold, 1974
- The Inflation Crisis, and How To Resolve It
- From Bretton Woods to World Inflation, 1984
- The Wisdom of the Stoics: Selections from Seneca, Epictetus, and Marcus Aurelius, with Frances Hazlitt, 1984
- The Wisdom of Henry Hazlitt, 1993
- Rules for Living: The Ethics of Social Cooperation, 1999 (an abridgment by Bettina Bien Greaves of Hazlitt's The Foundations of Morality.)
- Business Tides: The Newsweek Era of Henry Hazlitt, 2011